# Spyridon Marinatos
Spyridon Nikolaou Marinatos (en griego: Σπυρίδων Νικολάου Μαρινᾶτος, Lixouri, 4 de noviembre de 1901 - Santorini, 1 de octubre de 1974) fue un arqueólogo griego especializado en las civilizaciones minoica y micénica de la Edad del Bronce. Se le conoce sobre todo por la excavación del yacimiento minoico de Akrotiri (Santorini) que dirigió entre 1967 y 1974. Galardonado con varias distinciones en Grecia y en el extranjero, fue considerado uno de los arqueólogos griegos más importantes de su época.

## Biografía
Spyridon Marinatos nació en Lixouri, en la isla jónica de Kephallonia, el 4 de noviembre de 1901. Su padre, Nikolaos, era carpintero. Marinatos estudió en la Universidad de Atenas desde 1916, donde compitió sin éxito con Christos Karouzos por una beca, lo que dio comienzo a una rivalidad de por vida entre ambos. Marinatos ingresó en el Servicio Arqueológico Griego en 1919 y fue destinado por primera vez a Creta como epimeletes (funcionario arqueológico subalterno). Entre sus primeras excavaciones en Creta se encontraba la villa minoica de Amnisos, y continuó excavando en la isla periódicamente entre 1919 y 1952.
Marinatos fue uno de los treinta y seis primeros alumnos de la «Escuela Práctica de Historia del Arte», un centro de formación arqueológica creado por la Sociedad Arqueológica de Atenas a petición del gobierno griego, donde estudió en el curso académico 1919-1920. Entre los profesores de la escuela se encontraban destacados arqueólogos y folcloristas como Panagiotis Kavvadias, Christos Tsountas, Konstantinos Kourouniotis, Antonios Keramopoulos y Nikolaos Politis, mientras que entre sus compañeros de estudios se encontraban Karouzos y Semni Papaspyridi, más tarde esposa de Karouzos. Entre 1921 y 1925, Marinatos cumplió el servicio militar en el ejército helénico. En 1925 se doctoró con una tesis supervisada por el arqueólogo Georgios Oikonomos sobre la representación de animales marinos en el arte minoico.
En junio de 1926, Marinatos conoció al arqueólogo británico Arthur Evans en el emplazamiento del palacio minoico de Cnosos, que Evans llevaba excavando desde 1900: ambos habían viajado al lugar para evaluar los daños de un terremoto. Evans influiría en sus teorías sobre el contacto entre la Creta minoica y el antiguo Egipto y en su estudio de las catástrofes naturales en la Prehistoria. Marinatos y Evans discutieron en 1928-1929, cuando el primero se enfrentó a Evans por una excavación de prueba que el segundo había iniciado en Cnosos sin permiso, pero Marinatos se convirtió en su amigo y defensor intelectual durante mucho tiempo.
Como era habitual entre los arqueólogos griegos de la época, Marinatos estudió en Alemania; asistió a la Universidad Humboldt de Berlín y a la Universidad de Halle. Llegó a Berlín en 1927, donde tuvo como profesores al filólogo Ulrich von Wilamowitz-Moellendorff y al arqueólogo Gerhart Rodenwaldt. Estudió en Halle con una beca, que obtuvo en 1928 mientras trabajaba como adjunto de Stefanos Xanthoudidis, efor (inspector arqueológico) superior de Creta oriental. En Halle, estudió con Georg Karo, que había excavado en el yacimiento micénico de Tirinto y trabajaba en la publicación de los hallazgos de las excavaciones de Heinrich Schliemann en Micenas. Xanthoudidis murió repentinamente en 1929; Marinatos regresó pronto de Halle para sucederle y fue nombrado éforo superior de Creta oriental en marzo de 1929. Desde 1929 hasta 1937 fue director del Museo de Heraclión, donde consideraba insuficiente su salario mensual de 3.500 dracmas y declaró a un periódico cretense que estaba considerando la posibilidad de abandonar la arqueología.

## Trayectoria
Comenzó su carrera en 1929, en Creta, como director del Museo Arqueológico de Heraclión, donde conoció a Sir Arthur Evans. En la isla, dirigió varias excavaciones en Amnisos, Dreros, Arkalojori, Vatípetro y Gazi, realizando importantes hallazgos. En 1930, inspirado por Evans, pronunció una conferencia en la que sostenía que la destrucción del yacimiento de Cnosos había sido causada por un terremoto. Otros yacimientos que Marinatos excavó en Creta fueron Messara, Sklavokampos, el templo geométrico de Dreros, Tylissos y la cueva de Eileithyia.
Durante su estancia en Creta, Marinatos frustró los intentos de orfebres locales de fabricar y vender antigüedades falsificadas por encargo de comerciantes de antigüedades. En 1931 también procesó con éxito a Nikolaos Pollakis, un sacerdote cretense, por comercio ilegal de antigüedades. En 1934-1935 excavó en la cueva de Aralochori, en Creta central, con la ayuda del epimeleta Nikolaos Platon, donde descubrió el Hacha de Arkalochori. Entre 1934 y 1935, Marinatos excavó un cementerio micénico en su isla natal de Cefalonia, donde descubrió dos tumbas de cámara. El proyecto fue financiado por Johanna Goekoop, viuda del empresario y arqueólogo aficionado holandés Adriaan Goekoop, que había pagado las excavaciones realizadas en la isla por Kavvadias, antiguo maestro de Marinatos, en 1899.
En 1937, fue nombrado director del Servicio de antigüedades de Grecia, asumiendo, poco después, como profesor en la Universidad de Atenas. En este período, dirigió su atención a la cultura micénica, realizando diversas excavaciones en el Peloponeso, destacando el descubrimiento de una tumba intacta en Routsi, cerca de Pilos. También excavó en las Termópilas y Maratón, en busca de establecer los sitios precisos en los que las famosas batallas homónimas habían ocurrido.
En 1967 hace su descubrimiento más notable fue el yacimiento de Acrotiri, una pequeña ciudad minoica en la isla de Santorini (llamada también Thera, su nombre antiguo), destruida por la erupción minoica, que la dejó bajo una gruesa capa de cenizas y piedra pómez. Los maremotos que produjo la erupción destruyeron también los asentamientos costeros más importantes de Creta. Este evento ha sido vinculado, por diversos escritores y medios de comunicación, con el mito de la Atlántida. Con la colaboración de Nikos Pelekis, Marinatos comenzó las excavaciones en Acrotiri en 1967, y continuó con ellas hasta su muerte (producto de un accidente cerebrovascular) en 1974.

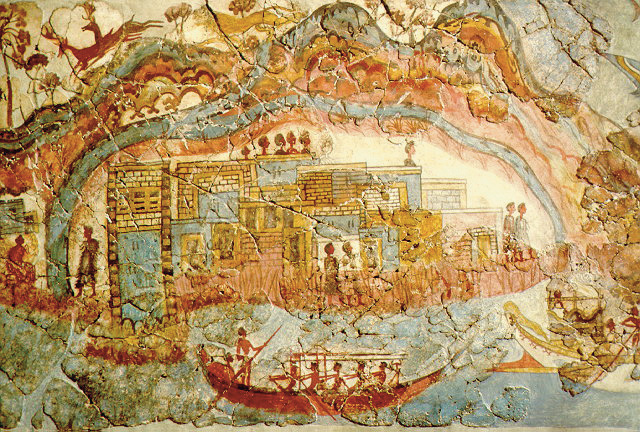
Fresco descubierto en el yacimiento arqueológico de Acrotiri.

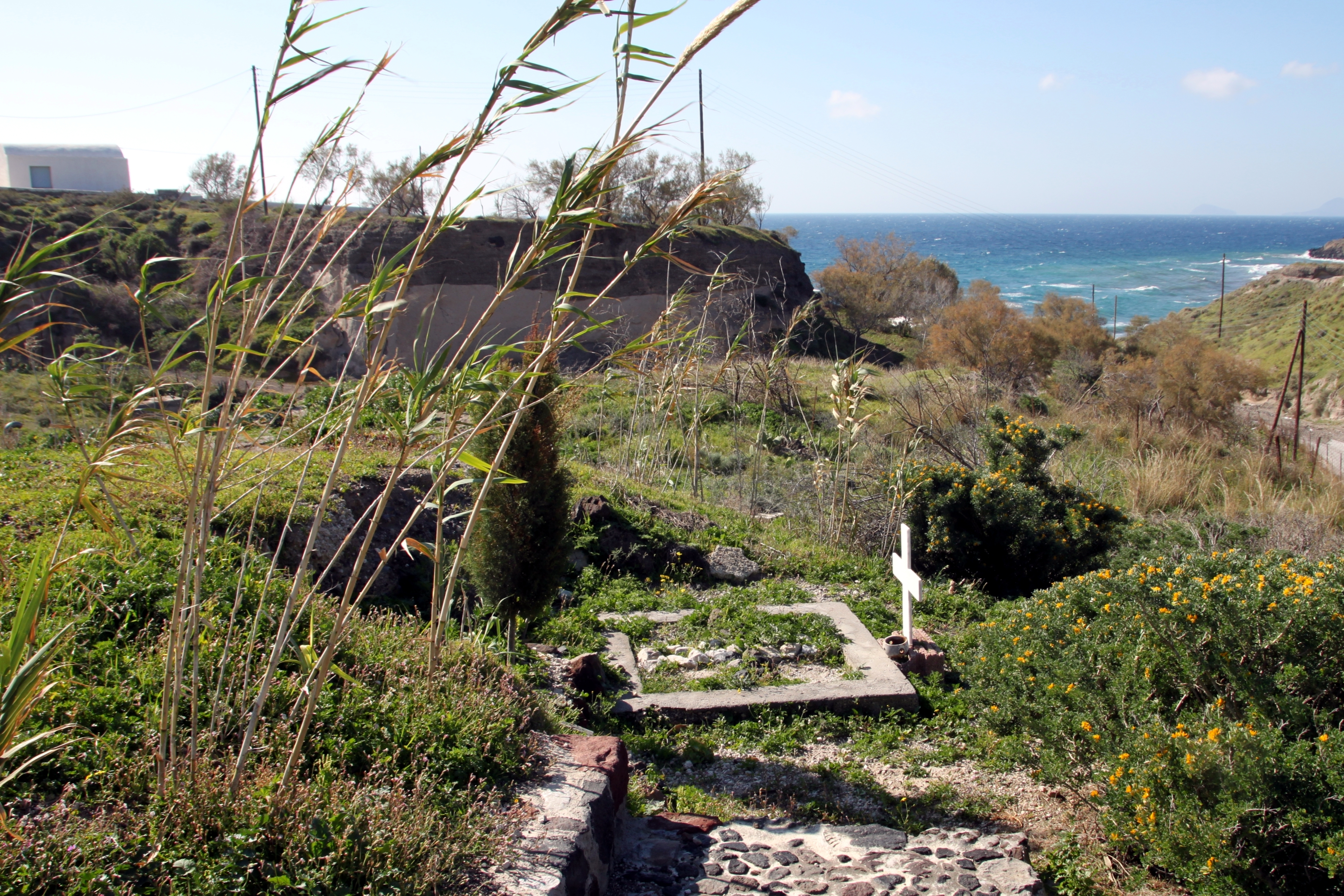
Tumba de Spiridon Marinatos junto al yacimiento arqueológico de Acrotiri.

Durante el régimen conocido como Dictadura de los coroneles, Marinatos trabajó para el Ministerio de Cultura de Grecia como director general de Antigüedades. La cercanía que mantuvo con los líderes del régimen, en especial con el líder de la junta militar de 1967 a 1974, Georgios Papadópoulos, tenía base ideológica; Marinatos aspiraba a que Grecia fuera un país patriótico y ordenado, y consideraba que los coroneles podían contribuir a ello. Su tendencia política le creó problemas entre sus pares académicos.
Su libro Creta y Micenas fue publicado originalmente en alemán, en 1960. Su artículo más importante, en cuanto a su influencia, fue «La destrucción volcánica de la Creta minoica» (Antiquity, 1939). Los escritos sobre sus excavaciones en Santorini han sido publicados en seis volúmenes (1968-74). Su último artículo, «Vida y arte en la Thera prehistórica», fue publicado en 1972.
Su nombre se menciona en el videojuego Indiana Jones and the Fate of Atlantis, el cual incorpora una etapa dedicada a Thera.

## Obras
- "Helice: A Submerged Town of Classical Greece"[33]